# Alphabetritus

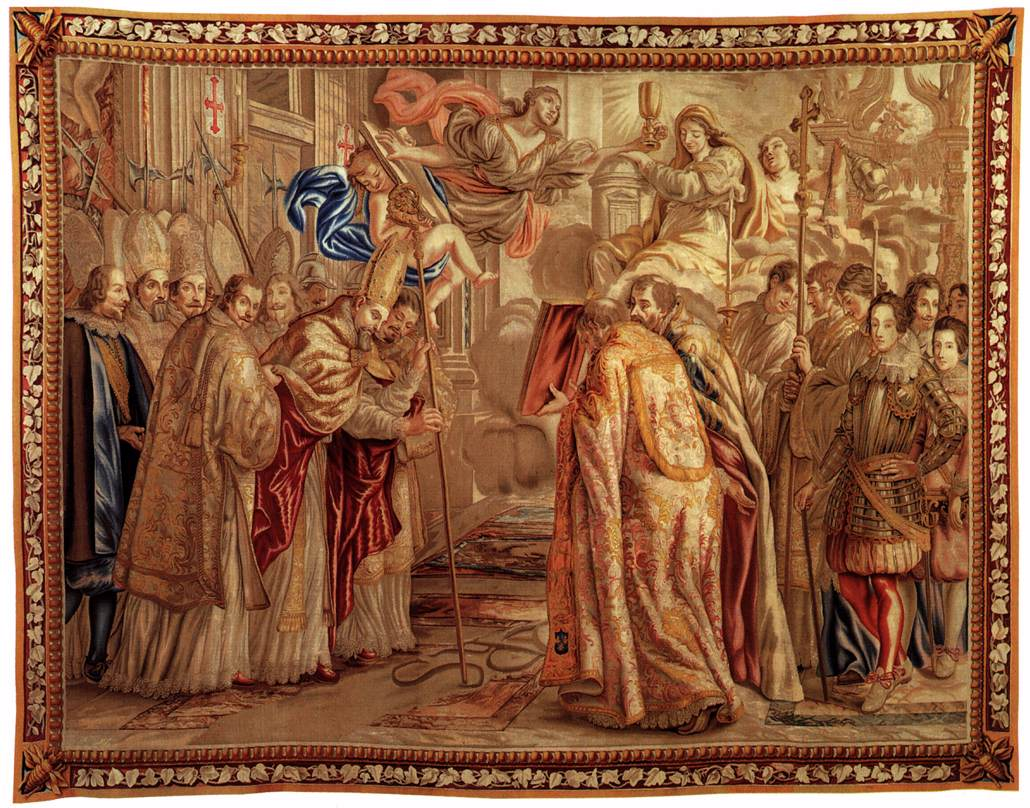
Papst Urban VIII. bei der Weihe des Petersdoms (Teppich, 1660er Jahre, Vatikanische Museen)

Als Alphabetritus oder Abecedarium wird ein Element der lateinisch-westkirchlichen Kirchweihliturgie bezeichnet. Das Rituselement ist seit dem Frühmittelalter bezeugt und wurde im 12./13. Jahrhundert in ganz Lateineuropa üblich. Es findet sich im Pontifikale der römisch-katholischen Kirche bis 1961, jedoch nach der Liturgiereform des Zweiten Vatikanischen Konzils nicht mehr im Ordo dedicationis ecclesiae et altaris (1977); die deutschsprachige Studienausgabe Die Feier der Kirchweihe und Altarweihe (1981) enthält den Alphabetritus als fakultatives, das heißt nicht verbindliches Element. Die Kirchen der Reformation gaben  diesen Ritus meist schon im 16. Jahrhundert auf.

## Form
Beim Alphabetritus zeichnet der Bischof mit seinem Krummstab die Buchstaben des griechischen und lateinischen Alphabets in die Diagonalen eines Andreaskreuzes, das aus Asche auf den Kirchenboden gestreut ist.

## Geschichte
Ein Sakramentar, das im westlichen Frankenreich im ausgehenden 8. Jahrhundert niedergeschrieben wurde, ist der früheste Beleg für den Alphabetritus: der Ordo Romanus 41. Darin heißt es, dass der Bischof, wenn er das neue Kirchengebäude betreten hat, mit seinem Bischofsstab zwei lateinische Alphabete diagonal auf dem Fußboden schreiben soll, so dass die Buchstaben ein Andreaskreuz bilden. Der etwas ältere Ordo Romanus 40, der die stadtrömische Kirchweihmesse beschreibt, kennt den Alphabetritus nicht; es ist ein gallisch-fränkischer Brauch.
Da es in mittelalterlichen liturgischen Handschriften üblich war, die Buchstaben und ihre Anordnung als Illustration dem Text beizugeben, ist gut nachvollziehbar, wie im 10. Jahrhundert eines der beiden lateinischen Alphabete durch das griechische Alphabet ersetzt wurde: Das Pontificale Egberti führt die lateinischen und griechischen Buchstaben auf, das 963/64 in Mainz niedergeschriebene Pontificale Romano-Germanicum nennt ausdrücklich ein alfabetum grecum. Das setzt beim Bischof Kenntnisse der griechischen Schrift voraus, die aber seit dem 9. Jahrhundert im lateinischen Westen unter gebildeten Klerikern weit verbreitet waren.
Die ältesten Handschriften enthalten noch nicht die Information, dass die Balken des Andreaskreuzes zuvor als Aschestreifen auf den Fußboden gestreut wurden, in die hinein der Bischof mit seinem Stab die Buchstaben zu schreiben hatte. Erstmals erwähnt wird das im Pontificale Romano-Germanicum, und das Pontificale Romanum saec. XII macht dann detaillierte Angaben: Ein Diener geht während der Oration, mit der die Litanei endet, durch die Kirche und verbindet die vier Ecken des Kirchenraums, indem er Aschestreifen streut.

## Interpretationen vom Mittelalter bis zur Neuzeit

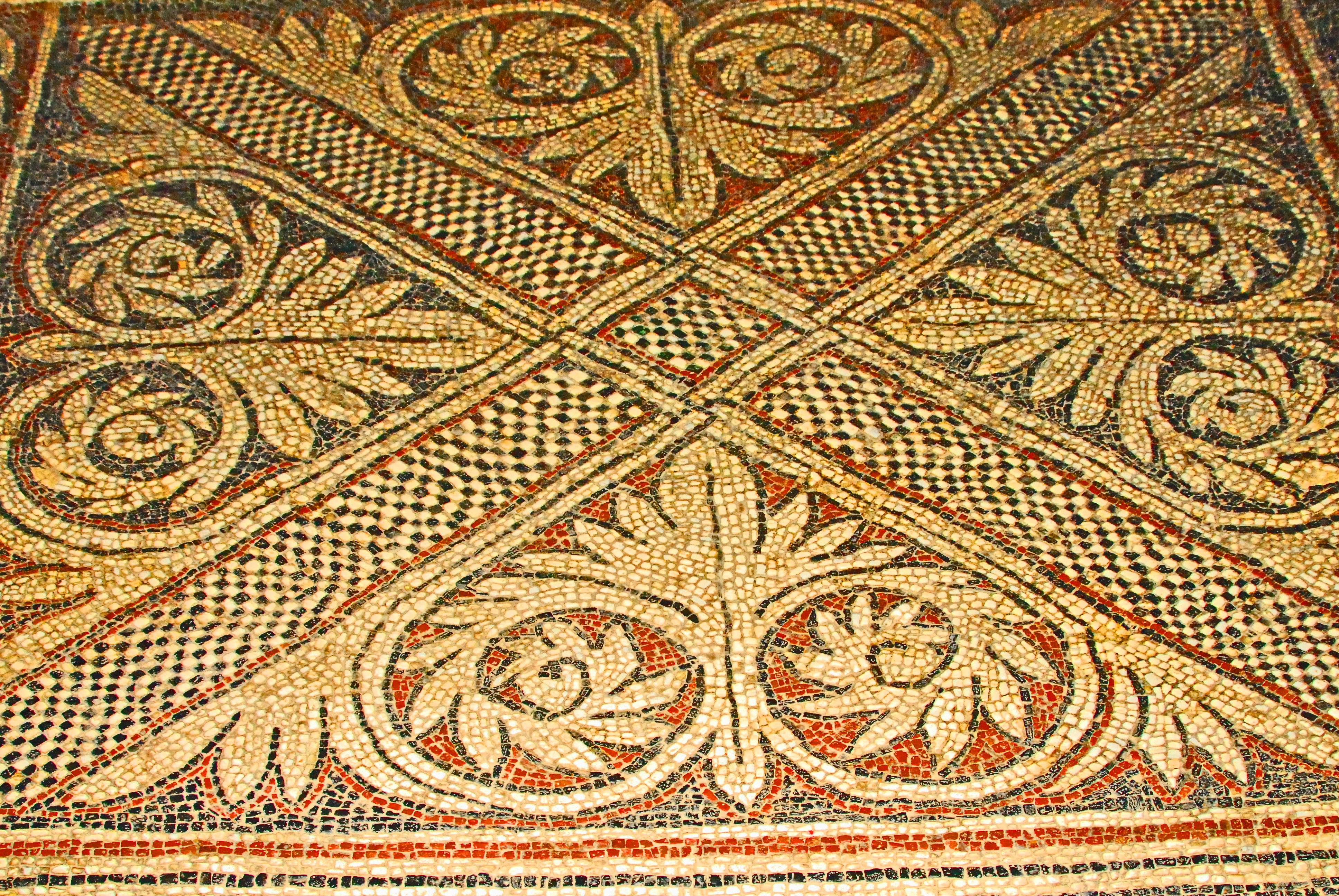
Andreaskreuz als Motiv des Bodenmosaiks im Priorat Notre-Dame de Ganagobie, 12. Jahrhundert

Bereits um 900 wurde nach der Bedeutung des Alphabetritus gefragt, da er offenbar unverständlich war. Wie andere Elemente der Liturgie auch wurde der Alphabetritus im Lauf der Jahrhunderte auf verschiedene Weise theologisch interpretiert. Die Texte, die während des Schreibens der Buchstaben gesungen wurden, sind bereits solche Deutungen. Im Pontificale Romano-Germanicum und Sacramentarium Gregorianum sang die Schola die Antiphon O quam metuendus est locus iste („Wie furchtgebietend ist dieser Ort“, vgl. Gen 28,17 ). Mehrere englische Kirchweihhandschriften des 10./11. Jahrhunderts kombinieren die Antiphon Fundamentum enim aliud nemo potest ponere, praeter id quod positum est, quod est Iesus Christus (vgl. 1 Kor 3,11 ) und Psalm 86VUL sowie die Antiphon Haec aula accipiat a Deo gratiam benedictionem et misericordiam a Christo domino („Dieses Haus empfange Gnade und Segen von Gott und Barmherzigkeit von Christus, dem Herrn“) mit Psalm 47VUL.
Pseudo-Remigius von Auxerre ging um 900 bei seiner Interpretation des Alphabetritus von Hebr 5,12  aus, einer Bibelstelle, die elementare christliche Unterweisung und Belehrung der Fortgeschrittenen unterscheidet. Das Aufschreiben des Alphabets sei so ein Elementarunterricht. Für die einfachen Christen reiche es aus, sich mit den Grundlagen der Religion vertraut zu machen. Dass die Kirche an die Stelle des Volkes Israel getreten sei, las Pseudo-Remigius aus den sich kreuzenden Diagonalen heraus, die er mit den beim Segen gekreuzten Armen des Patriarchen Jakob (vgl. Gen 48,14 ) in Verbindung setzte. Juden und Christen gehörten für diesen Autor aber weiterhin zusammen, und am Ende der Zeiten werde sich Israel zu Christus bekehren. Diese verschiedenen Deutungen des Pseudo-Remigius wurden oft übernommen, nahezu wörtlich im Pontificale Romano-Germanicum, sodann von Ivo von Chartres, Hugo von St. Viktor, Sicardus von Cremona und Wilhelm Durandus. Im ausgehenden 13. Jahrhundert bündelte Jacobus de Voragine diese traditionellen Deutungen in der Legenda aurea; im späten Mittelalter tritt aber die Interpretation auf Israel bzw. das jüdische Volk in den Hintergrund. Bei Gottschalk Hollen ist das Aschekreuz Zeichen der Bußgesinnung jedes Christen, und die beiden Alphabete stehen für die Zusammengehörigkeit griechischer und lateinischer Christen.
Im 18. Jahrhundert erschienen mehrere umfangreiche Werke, die die Rituale und Zeremonien der römischen Kirche umfassend erklärten. Beim Alphabetritus wurden traditionelle Interpretationen wiederholt; es überwiegt aber nun ein pädagogisches Interesse. So wie das ABC die Grundlage der Wissenschaft sei, sei Jesus Christus die Grundlage der Weisheit. Man kennt drei heilige Sprachen – Hebräisch, Griechisch und Lateinisch. Das Andreaskreuz hat aber zwei Balken. Giuseppe Catalani wandte sich gegen jene Kommentatoren, die wie Durandus argumentierten, Hebräisch werde wegen der Verwerfung des Judentums beim Alphabetritus nicht verwendet. Im Gegenteil, so Catalani, gebe es Bischöfe, die in die Aschenstreifen auch das hebräische Alphabet schrieben.

## Moderne Deutungen

### Nachbildung der Vermessung des himmlischen Jerusalem

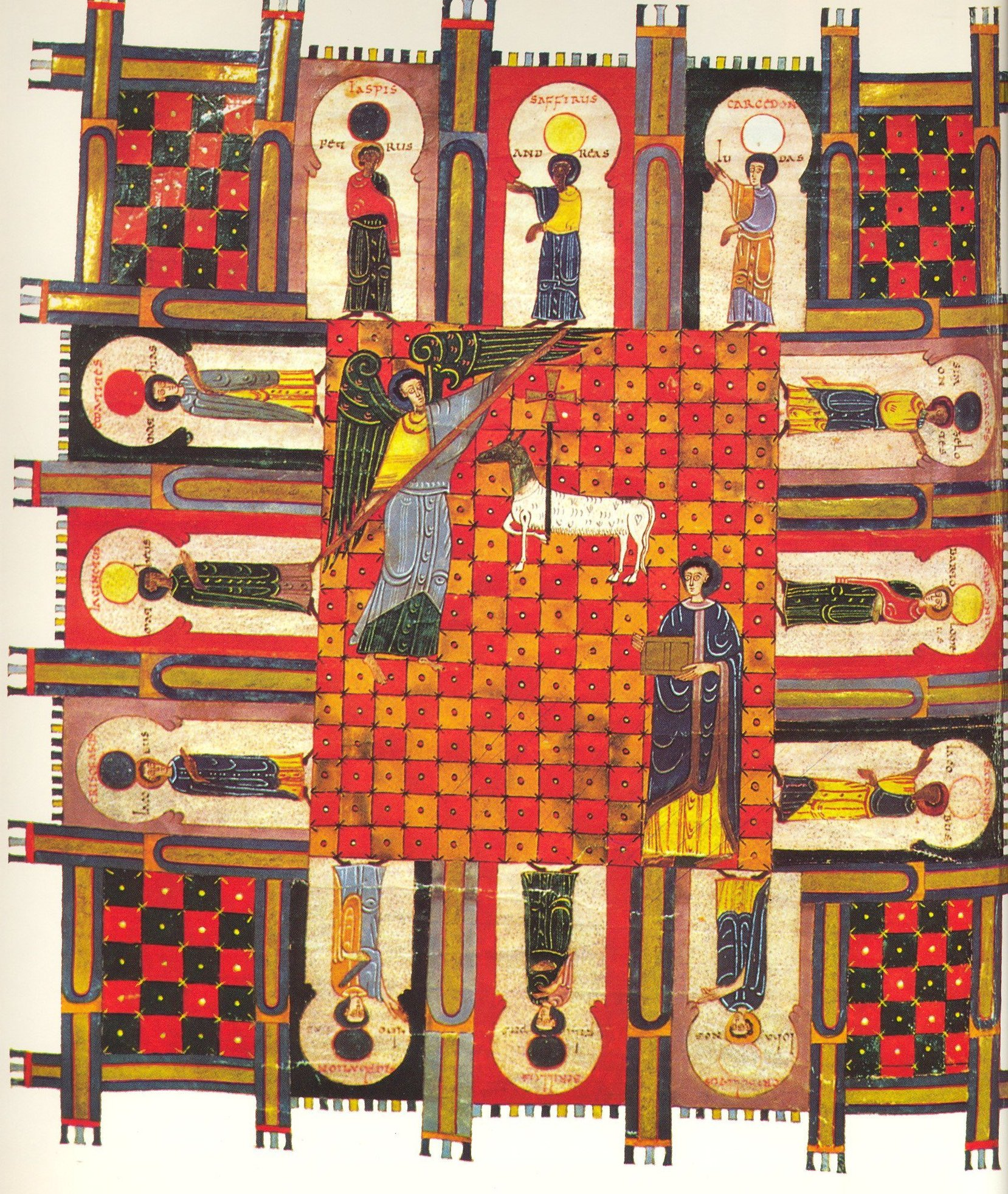
Der Engel vermisst das himmlische Jerusalem (11. Jahrhundert, Madrid, Biblioteca Nacional, Ms Vit.14.2, f°253v)

Suitbert Benz meinte, dass der Alphabetritus das biblische Motiv einer Vermessung des himmlischen Jerusalem durch einen Engel nachbildete:

„Und der mit mir redete, hatte einen Messstab, ein goldenes Rohr, um die Stadt zu messen und ihre Tore und ihre Mauer. Und die Stadt ist viereckig angelegt und ihre Länge ist so groß wie die Breite. Und er maß die Stadt mit dem Rohr: zwölftausend Stadien. Die Länge und die Breite und die Höhe der Stadt sind gleich.“

Für diese Deutung spricht, dass die Offenbarung des Johannes auch sonst für die Symbolik des Kirchenbaus von großer Bedeutung ist. Aber es bleiben erhebliche Schwierigkeiten: Der Engel misst ab, der Bischof schreibt. Die für die Offenbarung so wichtige Zwölfzahl hat keinen Bezug zu einem Alphabet.

### Tradition antiker Land- und Tempelvermessung
Dieser Vorschlag stammt von Giovanni Battista de Rossi und wurde in der Literatur häufig aufgegriffen. De Rossi meinte, dass ein antiker Agrimensor gerade Linien durch das zu vermessende Grundstück zog und darauf die lateinischen Buchstaben als Maß- und Zahlzeichen markierte. Wenn der Bischof also den Alphabetritus durchführte, nahm er sozusagen den Kirchenraum für Jesus Christus in Besitz. Joseph Sauer erinnerte an die Absteckung eines antiken Tempelareals durch die Auguren, die zwei sich schneidende Diagonallinien zogen. „Es hat sich mit ihm aber wohl von allem Anfang die tiefere, stellenweise magische Bedeutung verknüpft, die das ABC in der Vorstellung der Alten … hatte.“

### Dämonenabwehr

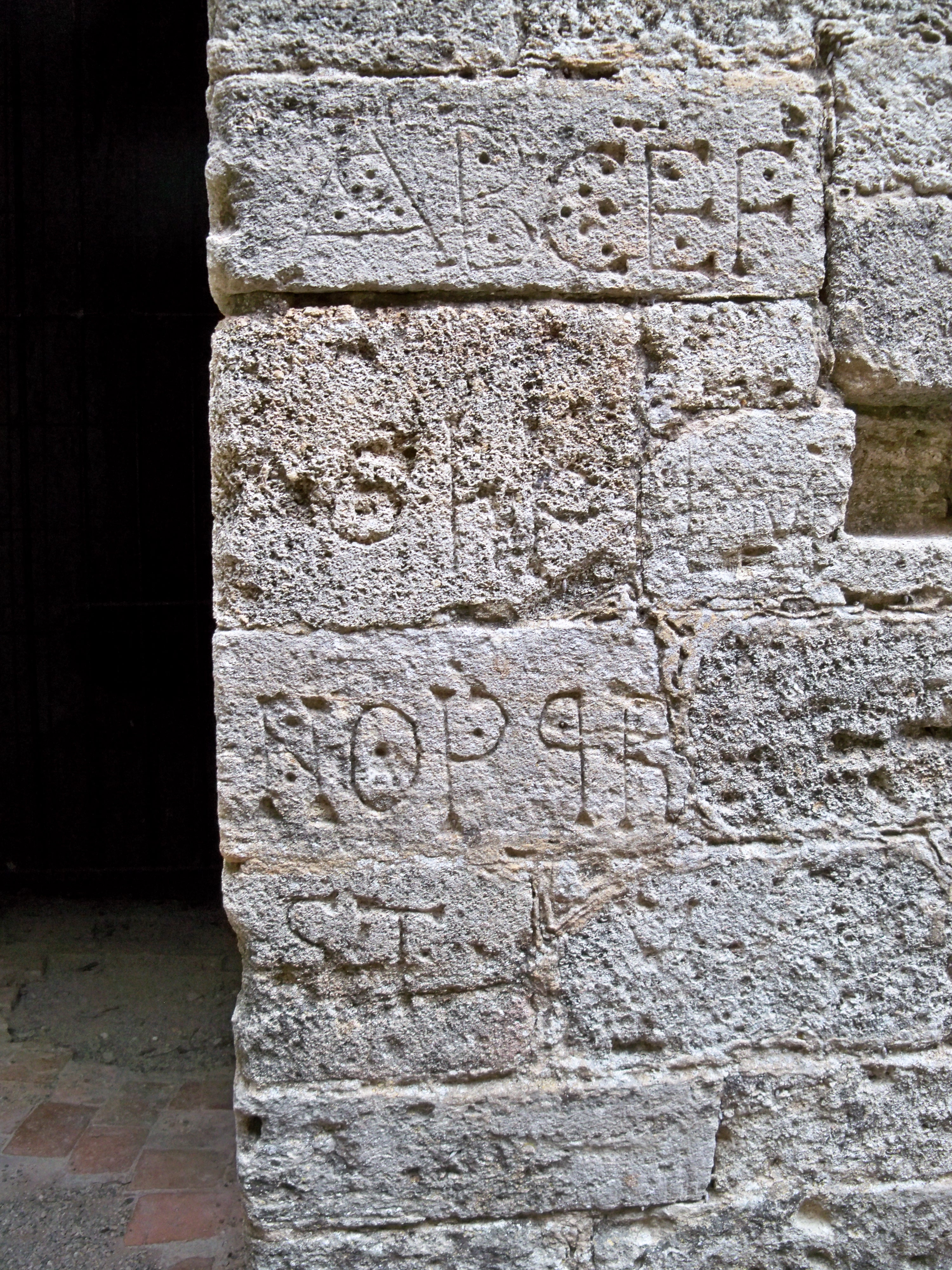
Abecedarium, Saint-Blaise de Bollène (Bauzon)

Klaus Schreiner verweist darauf, dass Alphabetreihen zur Dämonenabwehr aus der Antike gut bekannt sind. Aus Mailand, Roda und Vic (Katalanien) ist in Quellen aus dem 10/11. Jahrhundert überliefert, dass Alphabete auch an die Außenwände der neuen Kirchen geschrieben wurden. Zwei Kapellen im Département Vaucluse weisen eingeritzte Abecedarien an den Außenwänden auf, die mit diesem Rituselement der Kirchweihe erklärt werden: Saint-Blaise de Bollène (Bauzon) und St-Sépulcre (Beaumont-du-Ventoux). Dies fügt sich ein in das Besprengen der Außenwände mit Weihwasser, welches im mittelalterlich-westkirchlichen Kirchweihritus stark betont wird. Der apotropäische Charakter dieser Umzüge ist eindeutig. Die Buchstaben Alpha und Omega wurden gleichfalls seit der Antike von Christen zur Dämonenabwehr verwendet und sind zugleich Christussymbol. Schreiner betont, dass beides für das mittelalterliche Empfinden keinen Gegensatz bildete: „Die Abwehr dämonischer Mächte schafft Raum für die uneingeschränkte Gegenwart und Wirksamkeit Christi.“

### Weltweite Herrschaft Christi
Hanno Schmitt sieht die apotropäische, das heißt Unheil abwehrende Deutung als unzureichend an. Lateinisch und Griechisch waren die beiden „Weltsprachen der Antike“. Das Andreaskreuz weist in die vier Himmelsrichtungen, beides zusammen erinnere an den Missionsbefehl des auferstandenen Christus. „So kann dieses Rituselement auch Symbol sein für die Einheit des christlichen Ostens und Westens, nach der es zu streben gilt.“
Das zu konsekrierende neue Kirchengebäude steht somit symbolisch auch für das „Weltgebäude“, dem der Verkündigungsauftrag der zwölf Apostel gilt (vgl. die Symbolik der zwölf Weihekreuze und Apostelleuchter).

## Bezüge auf den Alphabetritus in mittelalterlichen Kirchen

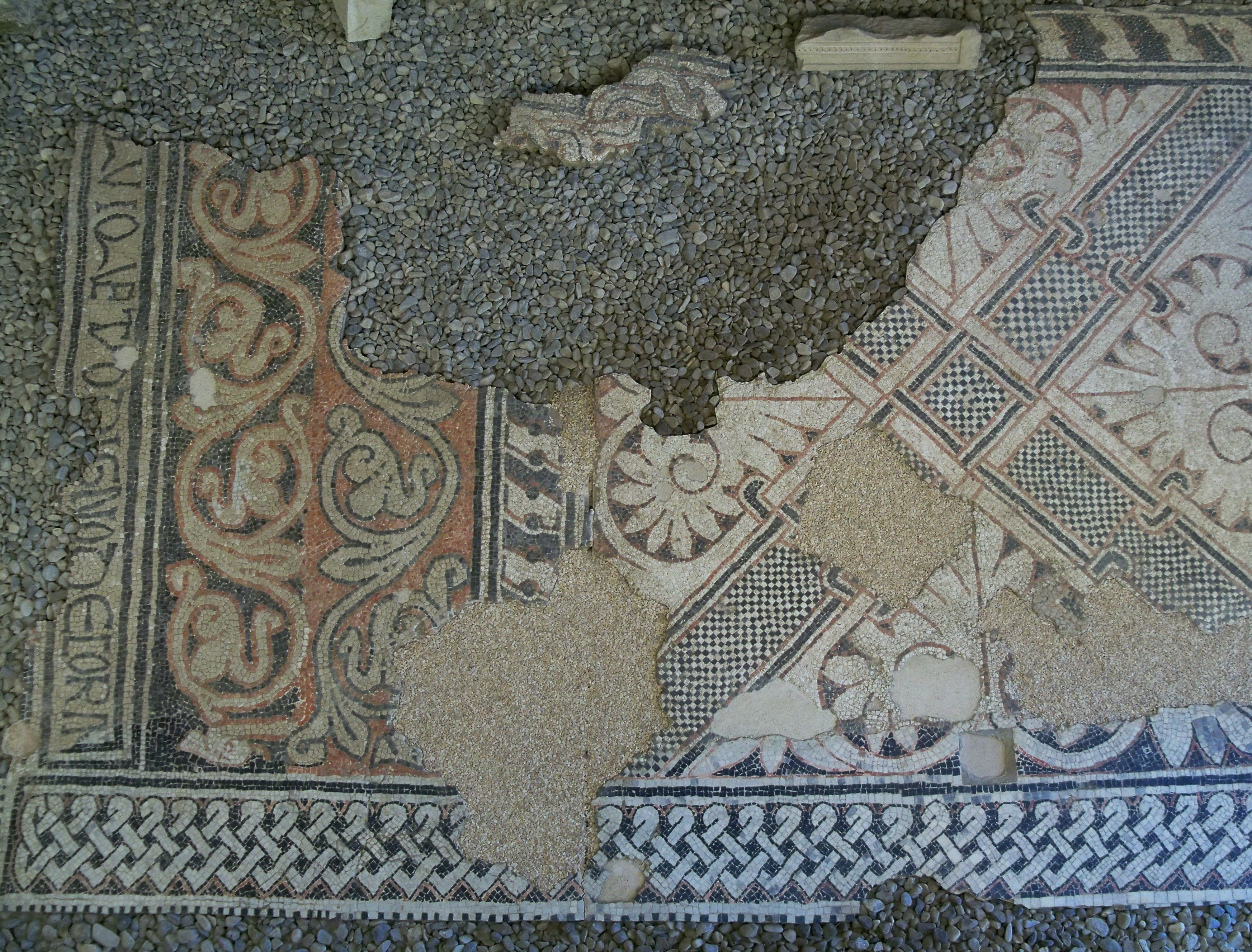
Fragment des Bodenmosaiks in Saint-André-de-Rosans

Mehrere Kirchen besaßen Bodenmosaiken mit dem Motiv eines großen Andreaskreuzes. Bei den im 10. Jahrhundert gegründeten, Cluny unterstellten Kirchen Saint-André-de-Rosans (Département Hautes-Alpes) und Notre-Dame de Ganagobie (Département Alpes-de-Haute-Provence) vermutet Barbara Franzé die gleiche Werkstatt. Das Bodenmosaik im Chor der 1105 geweihten Kirche Saint-Bertin in Saint-Omer (Département Pas-de-Calais) enthielt ein Andreaskreuz mit einem umlaufenden Tierkreis, der den kosmischen Charakter des Kreuzes unterstrich. Diese Kirche war besonders mit den Grafen von Flandern verbunden, die ihre Grablege im Querschiff und im Chorraum hatten. Franzé sieht eine Verbindung zwischen dem Alphabetritus der Kirchweihe und diesen Bodenmosaiken: „Die großen Mosaikteppiche, in denen die großen Kreuze zusammen mit anderen Motiven dargestellt und zu einer schematischen Visualisierung des Universums erweitert waren, tragen dazu bei, die fürstliche Autorität als Teil einer göttlichen Weltordnung sichtbar zu machen und zu legitimieren.“